# Pont-Saint-Martin (Loire-Atlantique)
Pour les articles homonymes, voir Pont (toponyme), Pont-Saint-Martin et Saint-Martin.
Pont-Saint-Martin est une commune de l'Ouest de la France, située dans le département de la Loire-Atlantique, en région Pays de la Loire.
La commune fait partie de la Bretagne historique, dans le Pays nantais.
Pont-Saint-Martin comptait 5 672 habitants au recensement de 2014.

## Géographie

Situation de la commune de Pont-Saint-Martin dans le département de la Loire-Atlantique.

### Situation
La commune fait partie de la Bretagne historique, dans le pays traditionnel du Pays de Retz et dans le pays historique du Pays nantais.
Pont-Saint-Martin est située sur le cours de l'Ognon, au nord-est du lac de Grand-Lieu, à 13 km au sud de Nantes (hôtel de ville) et 12 km au nord de Saint-Philbert-de-Grand-Lieu.

### Communes limitrophes
Les communes limitrophes sont Bouguenais, Rezé, Les Sorinières, Le Bignon, La Chevrolière et Saint-Aignan-Grandlieu.

### Accès et transport
La commune est traversée dans le sens nord-sud par les routes départementales 65 et dans le sens est-ouest par la route départementale 11.
Les lignes d'autocar 312, 313 et 380 du réseau Aléop (géré par le conseil régional des Pays de la Loire) passent à Pont-Saint-Martin.

### Hydrographie
Pont-Saint-Martin est traversée par la rivière de l'Ognon, et est bordé au sud-ouest par le lac de Grand-Lieu.

### Climat
Pour des articles plus généraux, voir Climat des Pays de la Loire et Climat de la Loire-Atlantique.
En 2010, le climat de la commune est de type climat océanique franc, selon une étude du CNRS s'appuyant sur une série de données couvrant la période 1971-2000. En 2020, Météo-France publie une typologie des climats de la France métropolitaine dans laquelle la commune est exposée à un climat océanique et est dans la région climatique  Bretagne orientale et méridionale, Pays nantais, Vendée, caractérisée par une faible pluviométrie en été et une bonne insolation. 
Pour la période 1971-2000, la température annuelle moyenne est de 12,2 °C, avec une amplitude thermique annuelle de 13,3 °C. Le cumul annuel moyen de précipitations est de 802 mm, avec 12,2 jours de précipitations en janvier et 6,2 jours en juillet. Pour la période 1991-2020, la température moyenne annuelle observée sur la station météorologique de Météo-France la plus proche, « Nantes-Bouguenais », sur la commune de Bouguenais à 7 km à vol d'oiseau, est de 12,7 °C et le cumul annuel moyen de précipitations est de 819,5 mm,. Pour l'avenir, les paramètres climatiques de la commune estimés pour 2050 selon différents scénarios d'émission de gaz à effet de serre sont consultables sur un site dédié publié par Météo-France en novembre 2022.
| Mois                                  | jan.           | fév.             | mars          | avril         | mai             | juin          | jui.           | août           | sep.           | oct.            | nov.            | déc.             | année      |
| ------------------------------------- | -------------- | ---------------- | ------------- | ------------- | --------------- | ------------- | -------------- | -------------- | -------------- | --------------- | --------------- | ---------------- | ---------- |
| Température minimale moyenne (°C)     | 3,4            | 3                | 4,9           | 6,6           | 9,8             | 12,7          | 14,3           | 14,2           | 11,8           | 9,5             | 5,9             | 3,7              | 8,3        |
| Température moyenne (°C)              | 6,4            | 6,7              | 9,2           | 11,4          | 14,7            | 17,8          | 19,7           | 19,8           | 17,1           | 13,5            | 9,4             | 6,7              | 12,7       |
| Température maximale moyenne (°C)     | 9,3            | 10,5             | 13,5          | 16,2          | 19,6            | 23            | 25,1           | 25,4           | 22,4           | 17,6            | 12,9            | 9,8              | 17,1       |
| Record de froid (°C) date du record   | −13 16.01.1985 | −15,6 15.02.1956 | −9,6 01.03.05 | −2,8 07.04.08 | −1,5 01.05.1945 | 3,8 01.06.06  | 5,8 10.07.1948 | 5,6 07.08.1956 | 2,8 19.09.1952 | −3,3 30.10.1997 | −6,8 21.11.1993 | −10,8 21.12.1946 | −15,6 1956 |
| Record de chaleur (°C) date du record | 18,2 27.01.03  | 22,6 27.02.19    | 24,2 30.03.21 | 28,3 30.04.05 | 32,8 26.05.17   | 39,1 18.06.22 | 42 18.07.22    | 39,6 07.08.20  | 35,4 09.09.23  | 30,4 09.10.23   | 21,8 01.11.15   | 18,4 04.12.1953  | 42 2022    |
| Ensoleillement (h)                    | 726            | 1 023            | 1 473         | 1 827         | 2 034           | 2 131         | 229            | 2 326          | 1 987          | 1 227           | 913             | 776              | 18 733     |
| Précipitations (mm)                   | 87,9           | 67,5             | 58,4          | 58,3          | 61              | 48,5          | 44,2           | 50,3           | 59,5           | 88,8            | 94,1            | 101              | 819,5      |

## Urbanisme

### Typologie
Au 1er janvier 2024, Pont-Saint-Martin est catégorisée petite ville, selon la nouvelle grille communale de densité à sept niveaux définie par l'Insee en 2022.
Elle appartient à l'unité urbaine de Nantes, une agglomération intra-départementale regroupant 22  communes, dont elle est une commune de la banlieue,,. Par ailleurs la commune fait partie de l'aire d'attraction de Nantes, dont elle est une commune de la couronne,. Cette aire, qui regroupe 116 communes, est catégorisée dans les aires de 700 000 habitants ou plus (hors Paris),.

### Occupation des sols
L'occupation des sols de la commune, telle qu'elle ressort de la base de données européenne d’occupation biophysique des sols Corine Land Cover (CLC), est marquée par l'importance des territoires agricoles (84,2 % en 2018), en diminution par rapport à 1990 (85,6 %). La répartition détaillée en 2018 est la suivante : 
zones agricoles hétérogènes (31,9 %), prairies (31,3 %), zones urbanisées (13,3 %), cultures permanentes (13,1 %), terres arables (7,9 %), forêts (2,4 %). L'évolution de l’occupation des sols de la commune et de ses infrastructures peut être observée sur les différentes représentations cartographiques du territoire : la carte de Cassini (XVIIIe siècle), la carte d'état-major (1820-1866) et les cartes ou photos aériennes de l'IGN pour la période actuelle (1950 à aujourd'hui).

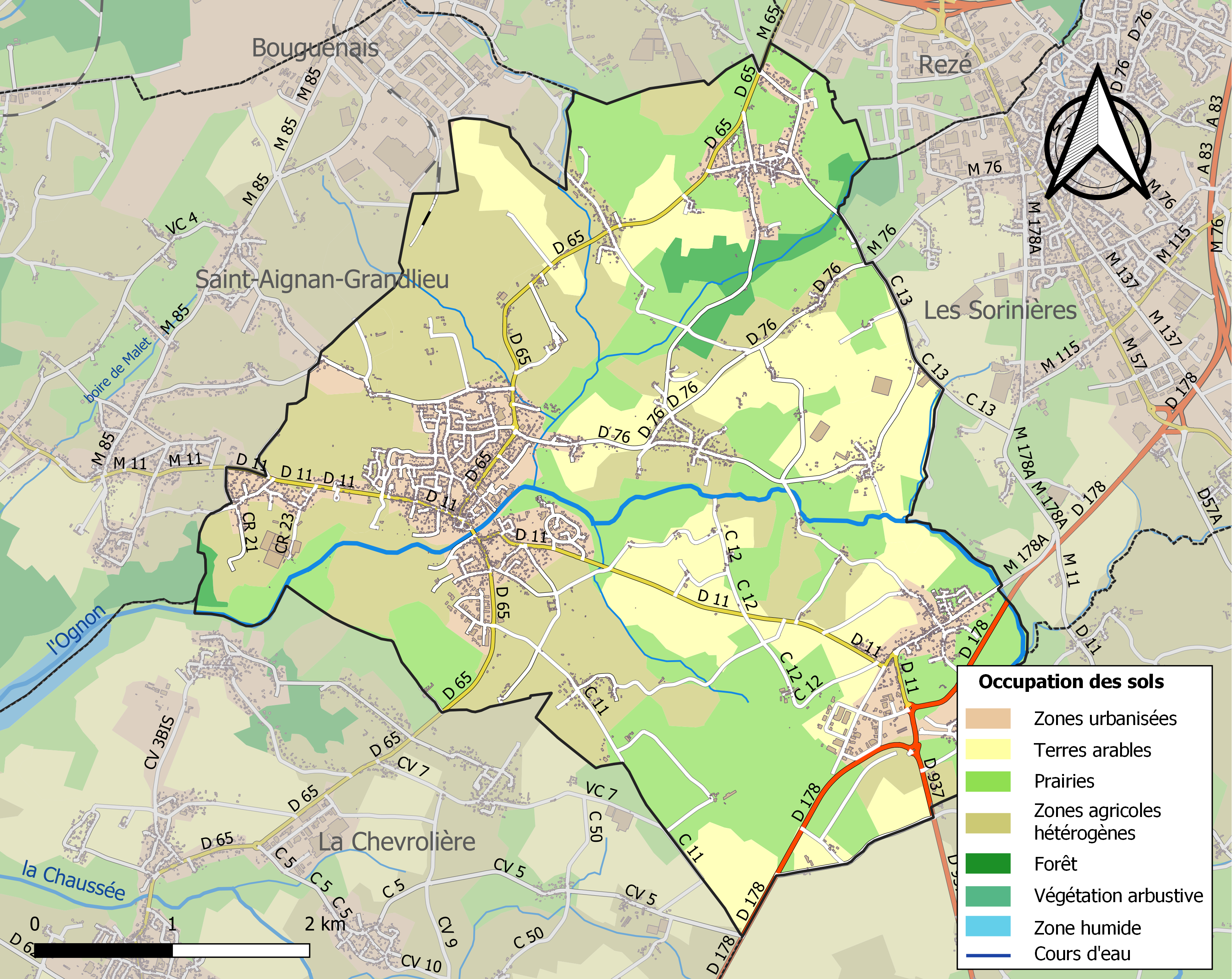
Carte des infrastructures et de l'occupation des sols de la commune en 2018 (CLC).

## Toponymie
Le nom de la localité est attesté sous la forme de Ponte sancti Martini en 1179.
Le nom de Pont-Saint-Martin vient de la légende selon laquelle le moine saint Martin de Vertou aurait construit à cet endroit un pont sur l'Ognon. Cette légende est illustrée sur le blason de la ville.
Ses habitants s'appellent les Martipontains et les Martipontaines

## Histoire
La toponymie de certains lieux accréditent la présence de Romains sur le territoire de la commune tel le « Camp ruiné » ou encore « le Camp des Romains ».
Pont-Saint-Martin fut touchée par les guerres de Vendée. L'état-civil reconstitué entre 1797 et 1799 sur la foi des témoignages dénombre, pour l'année 1794 essentiellement, outre les décès dus aux maladies, une centaine de personnes tuées par l'armée républicaine et une trentaine tuées par les insurgées de la Vendée. Les journées des 19 et 20 mars 1794 furent particulièrement meurtrières, avec plus d'une quarantaine de morts. Il faut préciser cependant que ces chiffres incluent les personnes décédées aux Sorinières, village qui faisait alors partie de Pont-Saint-Martin. 18 % de ses habitants seront tués pendant le conflit, des maisons seront aussi détruites.
Se rendant à Nantes durant l'insurrection royaliste de 1832, la Duchesse de Berry trouva refuge dans une ferme de Pont-Saint-Martin.
Le 31 mai 1865, le démembrement de Pont-Saint-Martin a donné naissance à la commune des Sorinières.

## Emblèmes

### Héraldique
| Blason | Blasonnement : Coupé d'azur et d'argent, au pont d'or brochant, souligné et maçonné de sable, au moine issant tenant une truelle en sa dextre, accompagné en chef à dextre d'une macre et à senestre d'une fleur de lys, le tout d'or. Commentaires : Le blason représente le moine Martin construisant le pont reliant la Bretagne au Bas-Poitou. La macre à gauche est une châtaigne d'eau qui donnait une farine consommée sur place ; la fleur de lys rappelle la fidélité des habitants à la royauté, durant les guerres de Vendée. Blason conçu par l'héraldiste Michel Pressensé et Georges Brisson (délibération municipale du 28 mars 1991). |

### Devise
La devise de Pont-Saint-Martin : Ponte Unionem Facio (« Le pont fait l'union »).

## Politique et administration
La commune compte deux établissements scolaires : l'école publique des Halbrans et l'école privée Saint-Joseph.

### Tendances politiques et résultats
À Pont-Saint-Martin, deux associations s'étaient présentées aux élections municipales 2014 : Pont-Saint-Martin Avance (PSMA) qui regroupe des sensibilités de gauche, et Ensemble Réussir Pont Saint Martin (ERPSM) regroupant des personnes de toutes sensibilités dépourvues d'étiquette politique (SE) avec un fort penchant pour l'écologie et le développement durable. Cette dernière, est majoritaire au conseil municipal avec à sa tête Yannick Fétiveau depuis 2014.
Lors des élections de mars 2020, elle était la seule liste présente. Aussi, Yannick Fetiveau a conservé la tête de la liste et a été réelu maire jusqu'en 2026.

## Population et société

### Démographie
Selon le classement établi par l'Insee, Pont-Saint-Martin fait partie de l'aire urbaine, de l'unité urbaine, de la zone d'emploi et du bassin de vie de Nantes. Toujours selon l'Insee, en 2010, la répartition de la population sur le territoire de la commune était considérée comme « intermédiaire » : 56 % des habitants résidaient dans des zones « intermédiaires » et 44 % dans des zones « peu denses ».

#### Évolution démographique
En 1865, la commune cède une partie de son territoire (conjointement avec Vertou et Le Bignon) pour la création des Sorinières.
L'évolution du nombre d'habitants est connue à travers les recensements de la population effectués dans la commune depuis 1793. Pour les communes de moins de 10 000 habitants, une enquête de recensement portant sur toute la population est réalisée tous les cinq ans, les populations de référence des années intermédiaires étant quant à elles estimées par interpolation ou extrapolation. Pour la commune, le premier recensement exhaustif entrant dans le cadre du nouveau dispositif a été réalisé en 2008.

En 2022, la commune comptait 6 942 habitants, en évolution de +18,12 % par rapport à 2016 (Loire-Atlantique : +6,68 %, France hors Mayotte : +2,11 %).
| 1793  | 1800 | 1806  | 1821 | 1831  | 1836  | 1841  | 1846  | 1851  |
| ----- | ---- | ----- | ---- | ----- | ----- | ----- | ----- | ----- |
| 1 698 | 982  | 1 281 | 395  | 1 478 | 1 494 | 1 604 | 1 780 | 1 955 |

| 1856  | 1861  | 1866  | 1872  | 1876  | 1881  | 1886  | 1891  | 1896  |
| ----- | ----- | ----- | ----- | ----- | ----- | ----- | ----- | ----- |
| 1 906 | 1 851 | 1 648 | 1 679 | 1 717 | 1 723 | 1 734 | 1 694 | 1 641 |

| 1901  | 1906  | 1911  | 1921  | 2006  | 2008  | 2013  | 2018  | 2022  |
| ----- | ----- | ----- | ----- | ----- | ----- | ----- | ----- | ----- |
| 1 635 | 1 602 | 1 543 | 1 429 | 5 373 | 5 536 | 5 640 | 6 196 | 6 942 |

#### Pyramide des âges
La population de la commune est relativement jeune.
En 2018, le taux de personnes d'un âge inférieur à 30 ans s'élève à 35,5 %, soit en dessous de la moyenne départementale (37,3 %). À l'inverse, le taux de personnes d'âge supérieur à 60 ans est de 22,6 % la même année, alors qu'il est de 23,8 % au niveau départemental.
En 2018, la commune comptait 3 050 hommes pour 3 146 femmes, soit un taux de 50,77 % de femmes, légèrement inférieur au taux départemental (51,42 %).
Les pyramides des âges de la commune et du département s'établissent comme suit.
| Hommes | Classe d’âge | Femmes |
| ------ | ------------ | ------ |
| 0,3    | 90 ou +      | 1,5    |
| 5,9    | 75-89 ans    | 7,4    |
| 15,0   | 60-74 ans    | 15,0   |
| 22,3   | 45-59 ans    | 21,2   |
| 20,2   | 30-44 ans    | 20,1   |
| 14,9   | 15-29 ans    | 15,6   |
| 21,3   | 0-14 ans     | 19,1   |

| Hommes | Classe d’âge | Femmes |
| ------ | ------------ | ------ |
| 0,6    | 90 ou +      | 1,8    |
| 6      | 75-89 ans    | 8,6    |
| 15,1   | 60-74 ans    | 16,4   |
| 19,4   | 45-59 ans    | 18,8   |
| 20,1   | 30-44 ans    | 19,3   |
| 19,2   | 15-29 ans    | 17,4   |
| 19,5   | 0-14 ans     | 17,6   |

## Économie
On y trouve une activité viticole avec la production de Muscadet. Le maraîchage est une activité importante.
Pont-Saint-Martin dispose de deux parcs d'activités : la zone d'activités de la Nivardière et le parc d'activités de Viais.

## Lieux et monuments
- Les Dames de pierres : deux menhirs datant du néolithique classés monuments historiques depuis 1982[30].
- Le château du Plessis : inscrit monument historique (façades et toitures) depuis 1975[31].
- Le château de la Rairie : inscrit monument historique (façades et toitures) depuis 1989[32].
- Le château de la Pigosière : location de salles pour mariages, séminaires, etc.
- La bibliothèque : tout d'abord associative, elle est devenue municipale au 1er janvier 2011. Une médiathèque de 500 m2 a été inaugurée en 2013. Elle fonctionne grâce à deux bibliothécaires et onze bénévoles.

## Flore et faune
La commune dispose en aval du bourg, non loin du quai des Romains, d'une zone marécageuse, le « marais de l'île », espace naturel protégé correspondant à l'extrémité du Lac de Grand-Lieu.
Lors des inventaires réalisés dans le cadre du diagnostic écologique du site, la présence de plusieurs espèces d’intérêt patrimonial a été relevée :
- flore : pigamon jaune, cardamine à petites fleurs, berle à large feuille ;
- oiseaux : héron pourpré, guifette moustac, canard souchet, canard pilet, bécassine des marais, etc. ;
- insectes : papillon petite violette, rosalie des Alpes, grand capricorne (coléoptère), grillon des marais, cordulie métallique (libellule) ;
- mammifère : loutre d’Europe.

## Personnalités liées à la commune
- Joseph Plissonneau (1883-1948), missionnaire en Afrique, natif de la commue.
- Georges Brisson (1902-1980), artiste peintre et céramiste, mort dans la commune.
- Charles Jacquot (1862-1922), général de division française, inhumé dans le caveau familial de la commune.

## Jumelages
Pont-Saint-Martin est jumelée avec :
- Pont-Saint-Martin (Italie) ;
- Brockenhurst (Royaume-Uni)[34].